# Поважный, Александр Станиславович
Алекса́ндр Станисла́вович Поважный — ректор Донецкого государственного университета управления (2007—2014), доктор экономических наук, профессор, академик АЕН, Украины, Академик Международной Славянской академии образования им. Я. А. Каменского, Заслуженный работник образования Украины, лауреат премии Президента Украины для молодых учёных.

## Биография
Родился 3 февраля 1973 года. Сын Станислава Фёдоровича Поважного, основателя и первого ректора Донецкого государственного университета управления, академика, доктора экономических наук.
Окончил с отличием экономический факультет Донецкого государственного университета по специальности «Экономика и управление производством». В Донецком государственном университете управления начал работать с 1 сентября 1995 года на кафедре биржевого и банковского дела заместителем декана факультета заочного обучения, проректором по учебной работе; с 2001 года возглавляет кафедру финансов ДонГУУ.
В 1997 году защитил кандидатскую диссертацию по экономике, в 1999 г. получил учёное звание доцента; в 1998 году избран член-корреспондентом, а в 2000 году — академиком Академии экономических наук Украины; в 2005 г. избран действительным членом Международной Славянской Академии образования им. Каменского.
В 2003 году защитил докторскую диссертацию по экономике, в том же году получил учёное звание профессора. За цикл научных трудов «Становление и развитие эффективного корпоративного управления» приказом Президента Украины ему присуждена ежегодная Премия Президента Украины для молодых учёных (в 2004 г.). Поважный принимал участие в международных и всеукраинских конференциях, семинарах, конгрессах; прошел стажировку по вопросам организации учебного процесса в университетах Польши, Германии и Великобритании.
С 2010 года по настоящее время - депутат Донецкого областного совета (избран по многомандатному округу от Партии Регионов).

## Премии и награды
Награждён:
- Званием «Молодой человек года города Донецка» (номинация «Молодой учёный», 1997);
- Почётной грамотой Донецкого областного совета (1999);
- Знаком «Відмінник образования Украини» (2000);
- Почётной грамотой Министерства образования и науки Украины за личный вклад в развитие экономической науки подготовку специалистов для работы в условиях рыночной экономики, внедрения новых средств учёбы и воспитания молодёжи (2001, 2003, 2007);
- Почётным знаком Донецкого областного совета за значительный вклад в развитие экономической науки и образования, внедрения новых методов учёбы и воспитания молодежи;
- отличием «Шахтёрская слава» ІІІ степени (2002),  ІІ степени (2007);
- Почётным дипломом Донецкой областной государственной администрации «Лучший преподаватель Донецкой государственной академии управления» (2002);
- Почётной грамотой УМВС Украины в Донецкой области (2002);
- Почётной грамотой Донецкой областной государственной администрации за весомый взнос в реализацию государственной молодежной политики и активную общественную деятельность (2003);
- отличием Министерства образования и науки Украины за научные достижения (2007);
- за личный взнос в подготовку высококвалифицированных специалистов для работы в условиях рыночной экономики, плодотворную научно-педагогическую деятельность присвоено почётное звание «Заслуженный работник образования Украины» (2006);
- орденом Святого Георгия III степени и Грамотой «За старательные труды в славу святой Церкви и воспитания молодого поколения» от Украинской Православной Церкви (2009)
- орден «За заслуги» ІІІ степени (2012)

## Научная деятельность
Профессором написано: 6 монографий, из которых 4 — авторские научные работы, книга «Ценные бумаги и фондовый рынок», заказная Министерством образования и науки Украины как учебник для финансовых специальностей университетов, отмеченная как победитель конкурса «Книга Донбасса» в номинации «Экономика». А. С. Поважный имеет сегодня 172 научных работы, которые освещают важные проблемы экономики Украины, под его руководством защищены 23 кандидатских и 4 докторских диссертации.
Поважный является членом специализированного учёного совета Д 11.107.01 Донецкого государственного университета управления по защите докторских диссертаций по государственному управлению и председателем специализированного ученого совета К 11.128.01 по защите кандидатских диссертаций по направлению «Экономика».
Он является членом научных редколлегии: Сборника научных трудов ДонГУУ, серия «Экономика»; Сборника научных трудов ДонГУУ, серия «Державне управлиння»; Сборника научных трудов, Вестник Донецкого университета экономики и права; Вестника Донецкого государственного университета управления научного журнала «Менеджер»; Научного вестника Полтавского национального технического университета им. Ю. Кондратюка «Економіка и регион».
В учебном процессе преподаёт дисциплины «Ценные бумаги и фондовый рынок» и «Корпоративное управление».
Научно-практические рекомендации, изложенные в его научных трудах, использованы при разработке «Программ научно-технического развития Донецкой области на период до 2020 року»; при внесении изменений Государственной комиссией по ценным бумагам и фондовому рынку к нормативно-правовым актам по вопросам фондового рынка и корпоративного управления; при организации системы управления большими промышленными предприятиями Донецкой области: ОАО «Концерн Стирол», ОАО «Донецкий металлургический завод», ОАО «Донгормаш», ОАО «Укрподшипник».